# Фединський Юрій (музикант)
Юрій Фединський (нар. 23 квітня 1975, Індіанаполіс, США) — український бандурист, композитор, що займається українською кобзарською традицією (співає традиційний кобзарський репертуар під супроводом), є продюсером народних ансамблів, робить музичні інструменти, звукорежисер, культурний активіст, педагог.

## Життєпис
Народився в Індіанаполісі, штат Індіана, США, в українсько-американській родині. У віці двох років з батьками переїхав до Ролі (штат Північна Кароліна). Батько — американець ірландсько-німецького походження, а мати — етнічна українка: її батько Юрій Фединський — уродженець Львівщини, мати — уродженка Ізмаїла, проте родовід походив із Наддніпрянщини. Закінчив університет по класу фортепіано у місті Грінвілл. У 1998 році переїхав до України, щоб удосконалити знання в грі на бандурі. Вступив до класу бандури професора С. Баштана, але згодом відійшов від академічного навчання й почав займатися кобзарством і створювати музичні ансамблі, використовуючи український фольклор. 
Спочатку Фединський навчався у Генрі Доскія (класичне фортепіано) та Юліана Китастого (бандура). Юрій учасник тріо-ансамблю «Експериментальна бандура» разом з Юліаном Китастим і Михайлом Андрецем. Грав в Українській капелі бандуристів в Детройті. Співпрацював з українським ска-панк гуртом Гайдамаки. Юрій — засновник київського ансамблю Карпатіяни (пізніше відомий як PoliКарп) (разом з Валерієм Гладунцем), Run Through the Jungle та Хорея Козацька (разом з Тарасом Компаніченком).
З 2010 — соліст співочого хору «Древо» в селі Крячківка.
Фединський активно займався відродженням українського торбану, реконструювання безладової кобзи Остапа Вересая; традиційній кобзарській (старосвітській) бандурі; реконструкція бандури Гната Гончаренка; басолі або триструновій народній віолончелі; бубні або великому гуцульському басовому барабані, а також на сучасному фортепіано та електрогітарі.
Фединський заснував кобзарський цех на Полтавщині, в селі Крячківка, де проводить літний кобзарський табір та навчає майструванню та музикуванню на вересаївській кобзі, старосвітській бандурі, панській бандурі, мамаївській кобзі, лірі, торбані і гуслях. Там проводиться фестиваль «Древо Роду Кобзарського». Він проводив експедиції Україною й за кордоном у пошуках архаїчних інструментів, створюючи архів. Гастролював Україною, як соло, так і з ансамблями.

## Фільми
- Comeback (2009). режисери Сергій Цимбал і Наталка Фіцич; документальний фільм про відродження української музичної традиції, через творчість Михайла Тафійчука, Древо (із Полтавщини), Наталки Половинки, і Юрія Фединського. Номінація на європейський конкурс з кіноматографії Prix Europa, 2009, Берлін.

- Кобзар (2008). Закрита зона; документальний фільм про культурну діяльність Юрія Фединського в Україні (відновлення кобзарської традиції, його музичні проекти, дослідження музичних інструментів і майстрування). Представлений на кінофестивалі Лев, 2009, Львів.

## Аудіозаписи
- Наша хатка не зкраю 2015. Древо
- Три брати рідненькі 2009. Реконструкція українських кобзарських дум і танців, зібраних із фольклорний експедиції під керівництвом Філарета Колесси, Лесі Українки і Миколи Лисенка записаних на воскових валках від кобзарів Михайла Кравченка, Остапа Вересая і Гната Гончаренка. Репертуар записаний на реконструйованих інструментах цих кобзарів.

- Хорея Козацька 2008. Творча реконструкція ранньої української музики епох Середньовіччя, Ренесансу, Бароко та Романтизму
- Альбом «Карміна Сарматіка» — в складі «Хореї Козацької» (2009).

- Карпатіяни 2004. український «world-music». Сучасні інструменти, як електрогітара, електроскрипка, бас, барабанна установка разом з українськими народними інструментами, як цимбали, сопілка, кобза, ліра, бандура та дримба.

- Run Through the Jungle 2004. Стандартний американський кантрі-блюз.

- Юрій Фединський бандурист-композитор 2000. Сучасні композиції для сучасної сольної бандури. Твори написані під впливом експериментальних творів Зіновія Штокалка, французького імпресіонізму та народних танцювальних ритмів.

- Експериментальна бандура тріо 1998. Експериментальні композиції для сучасної бандури тріо.

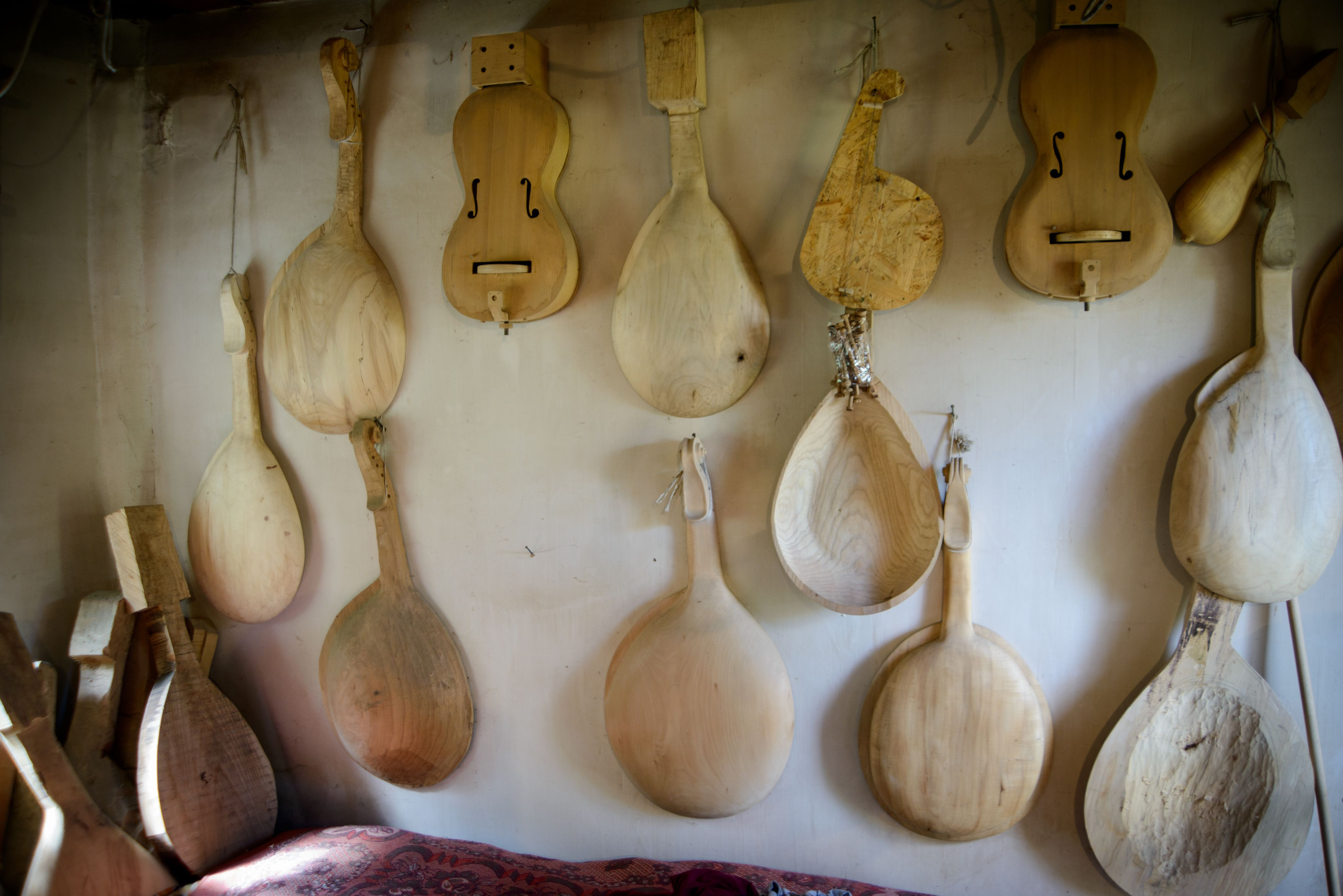
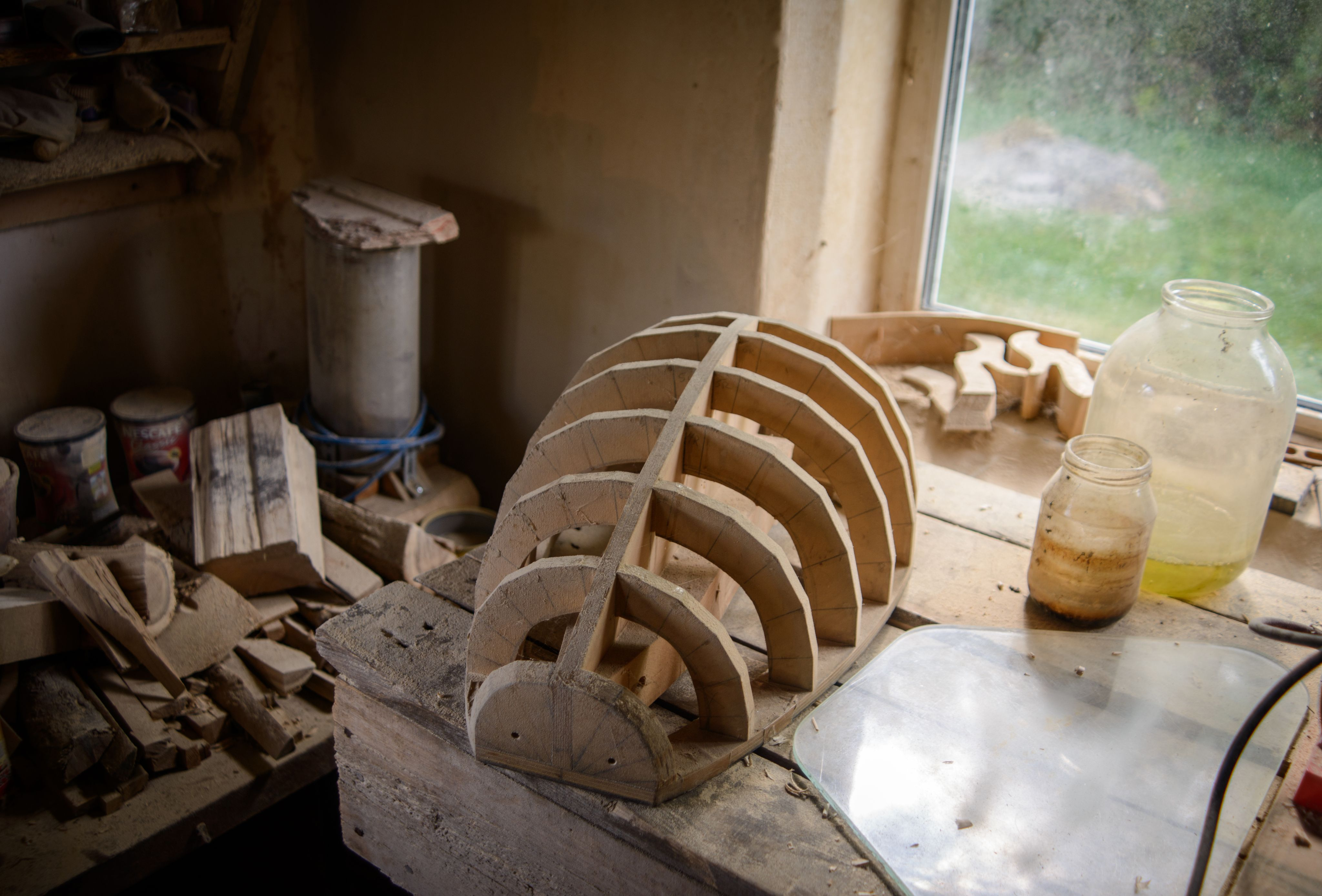
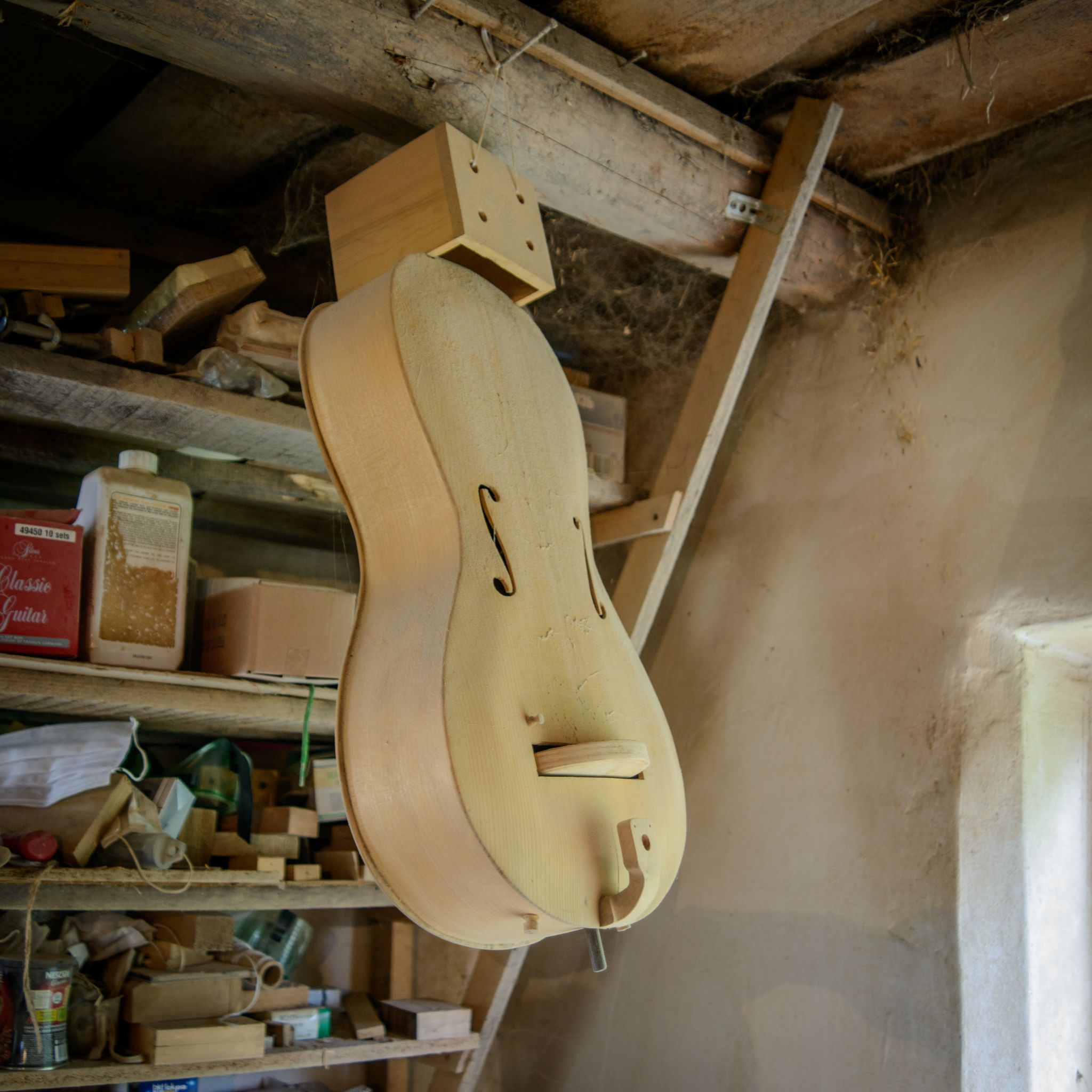
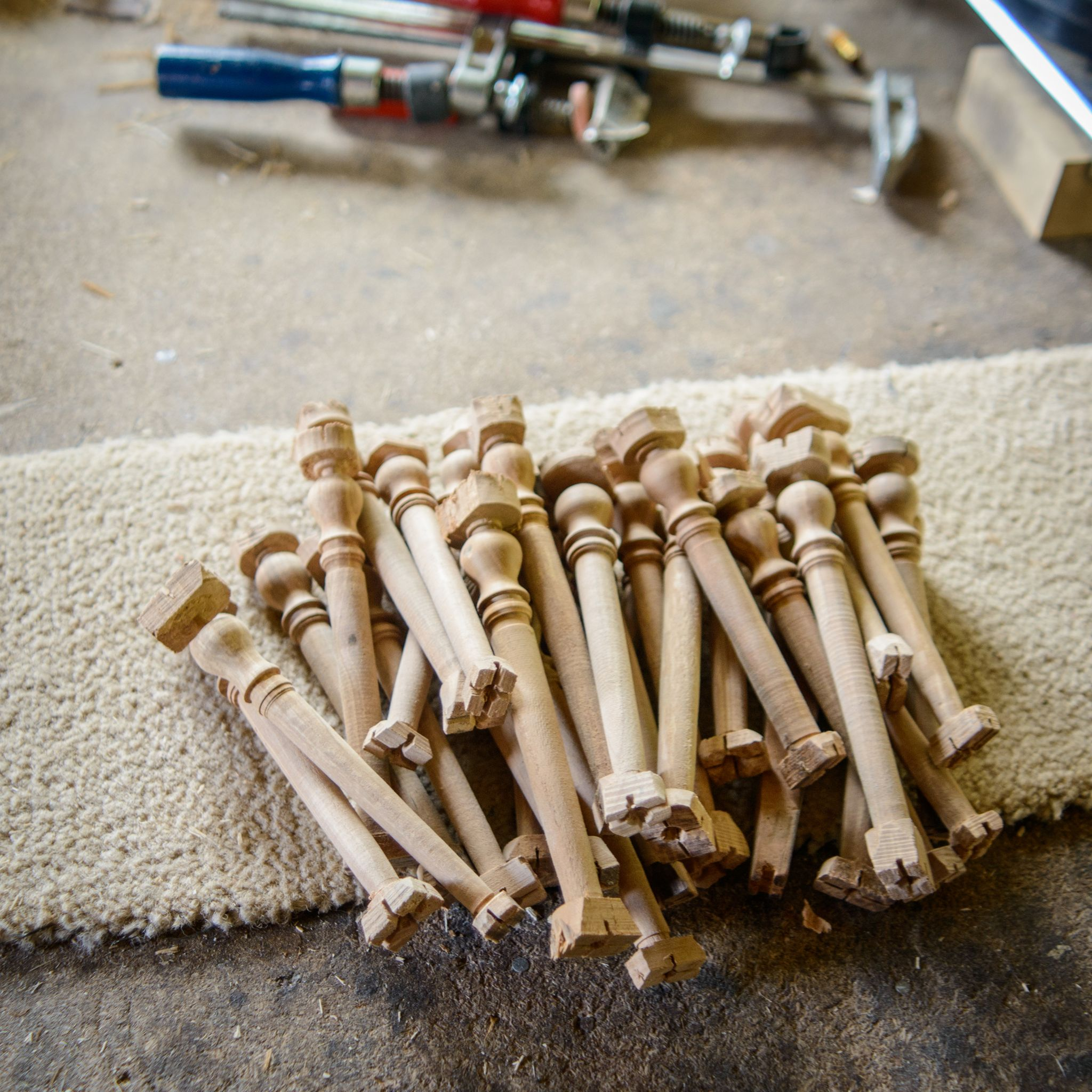
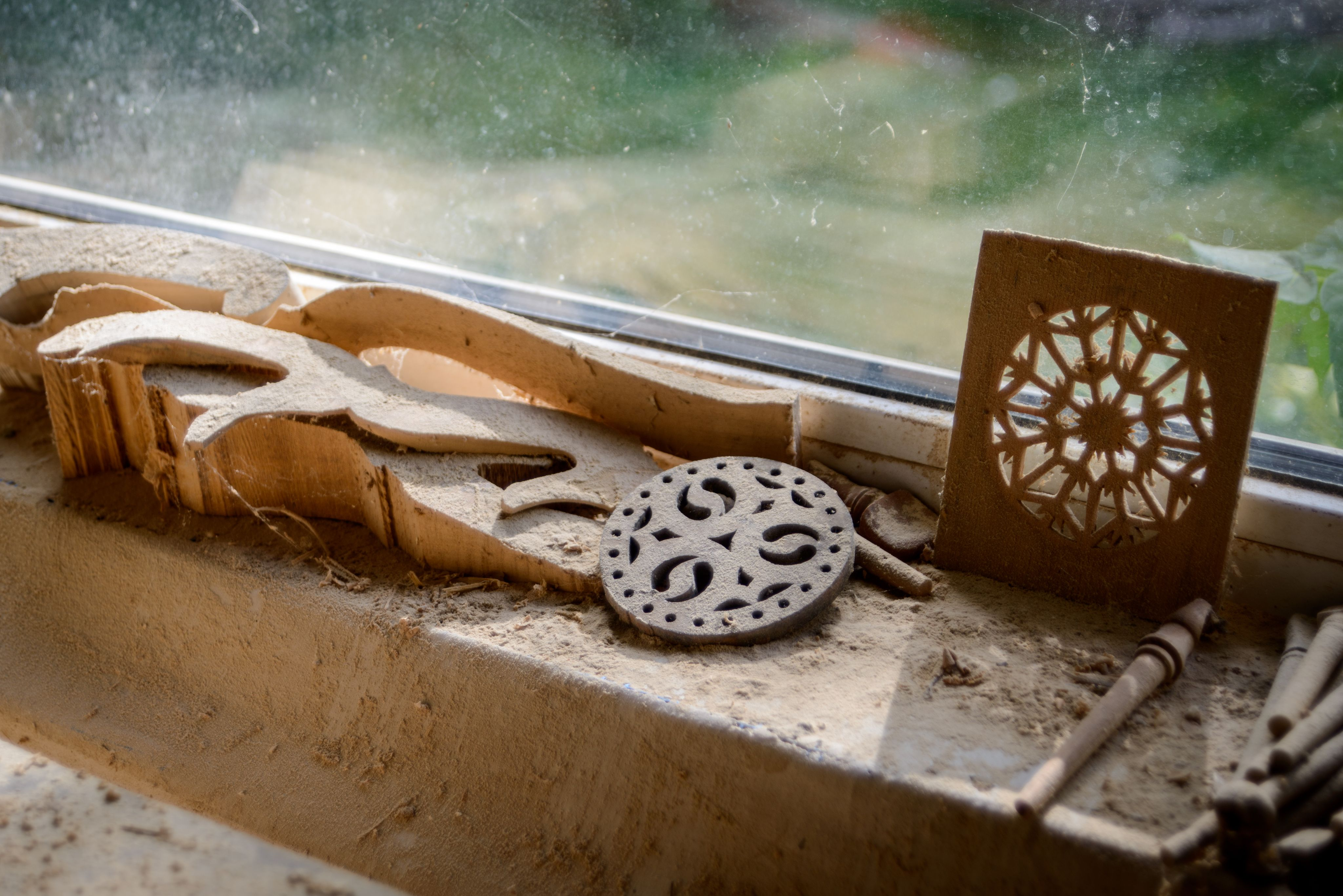
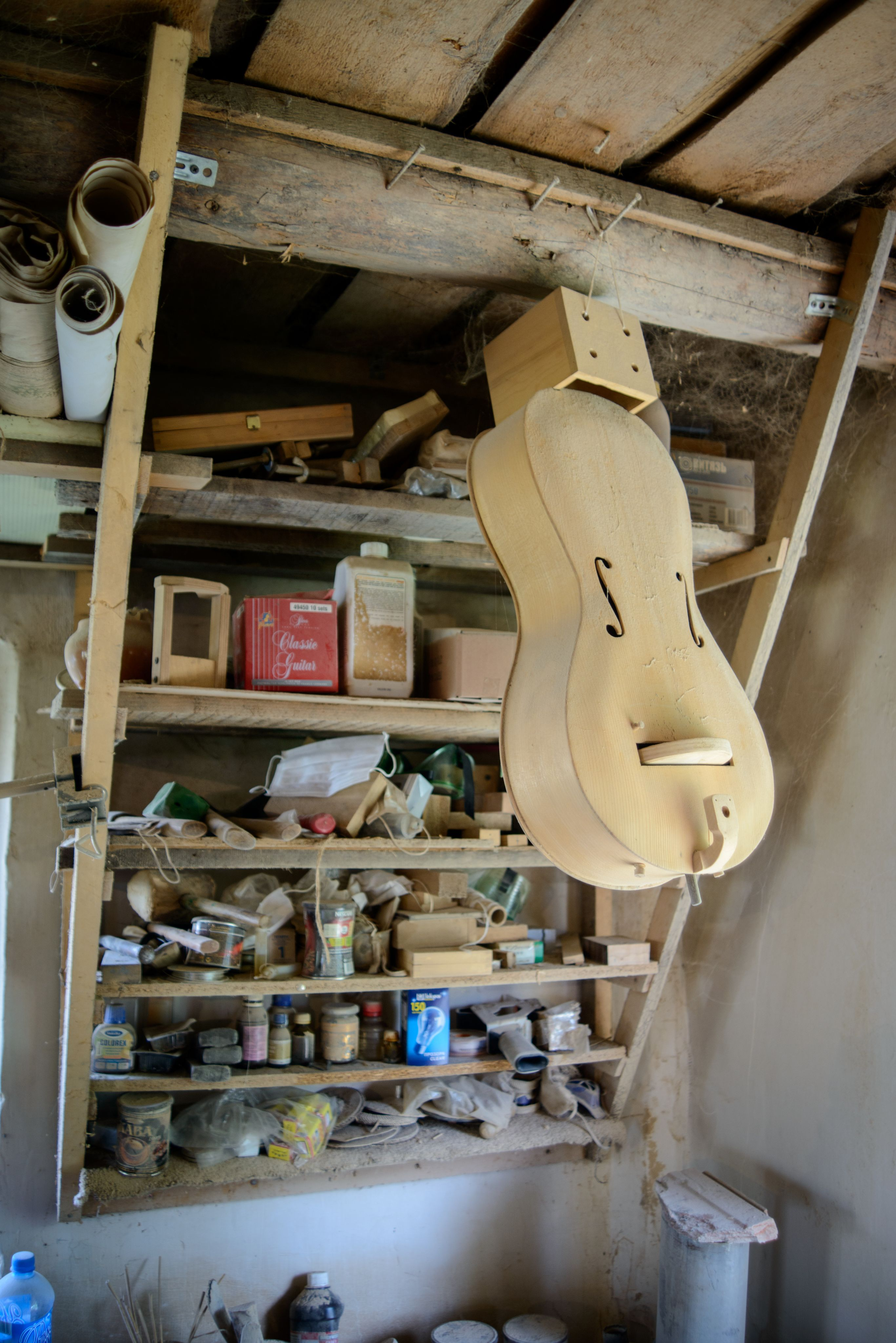
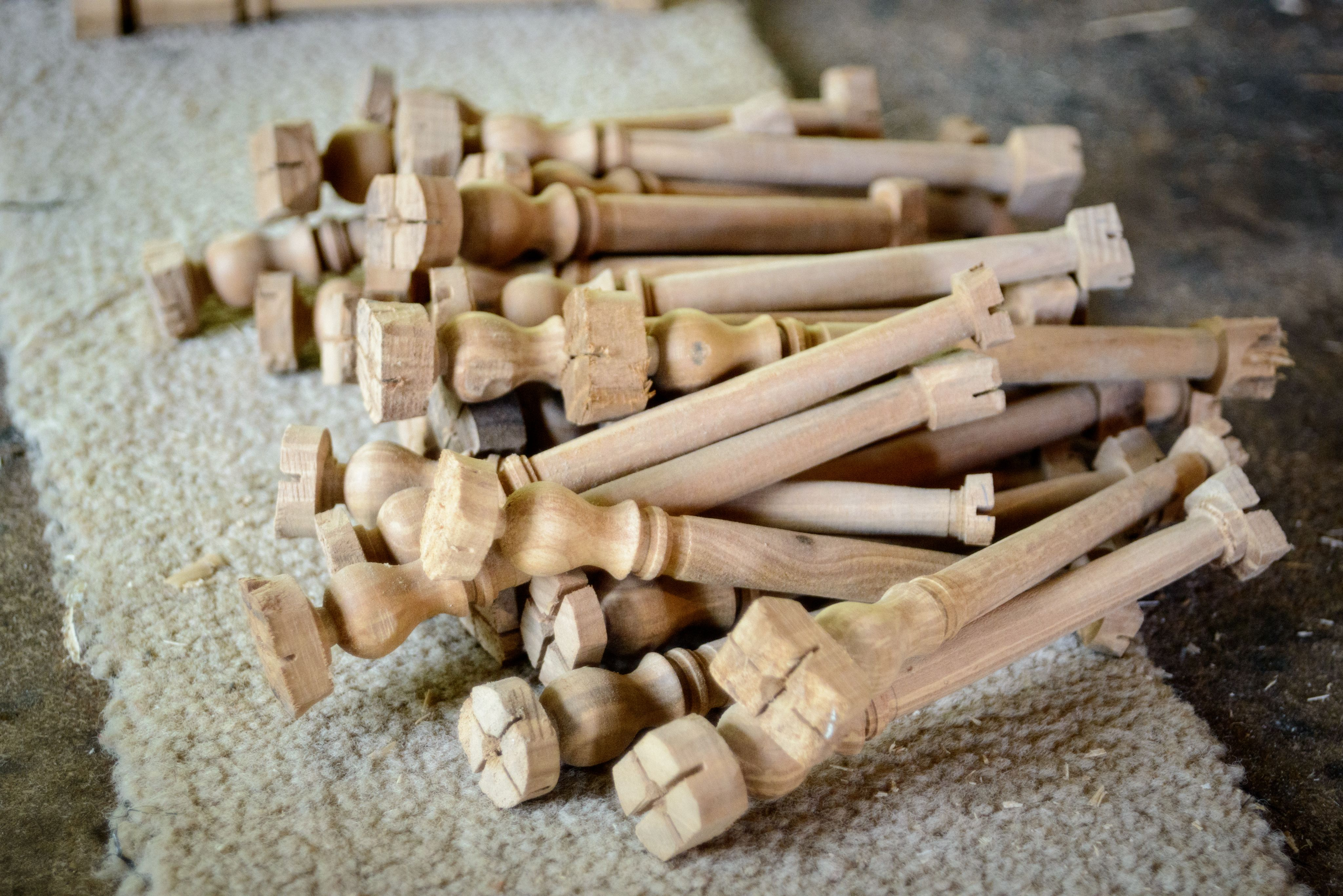
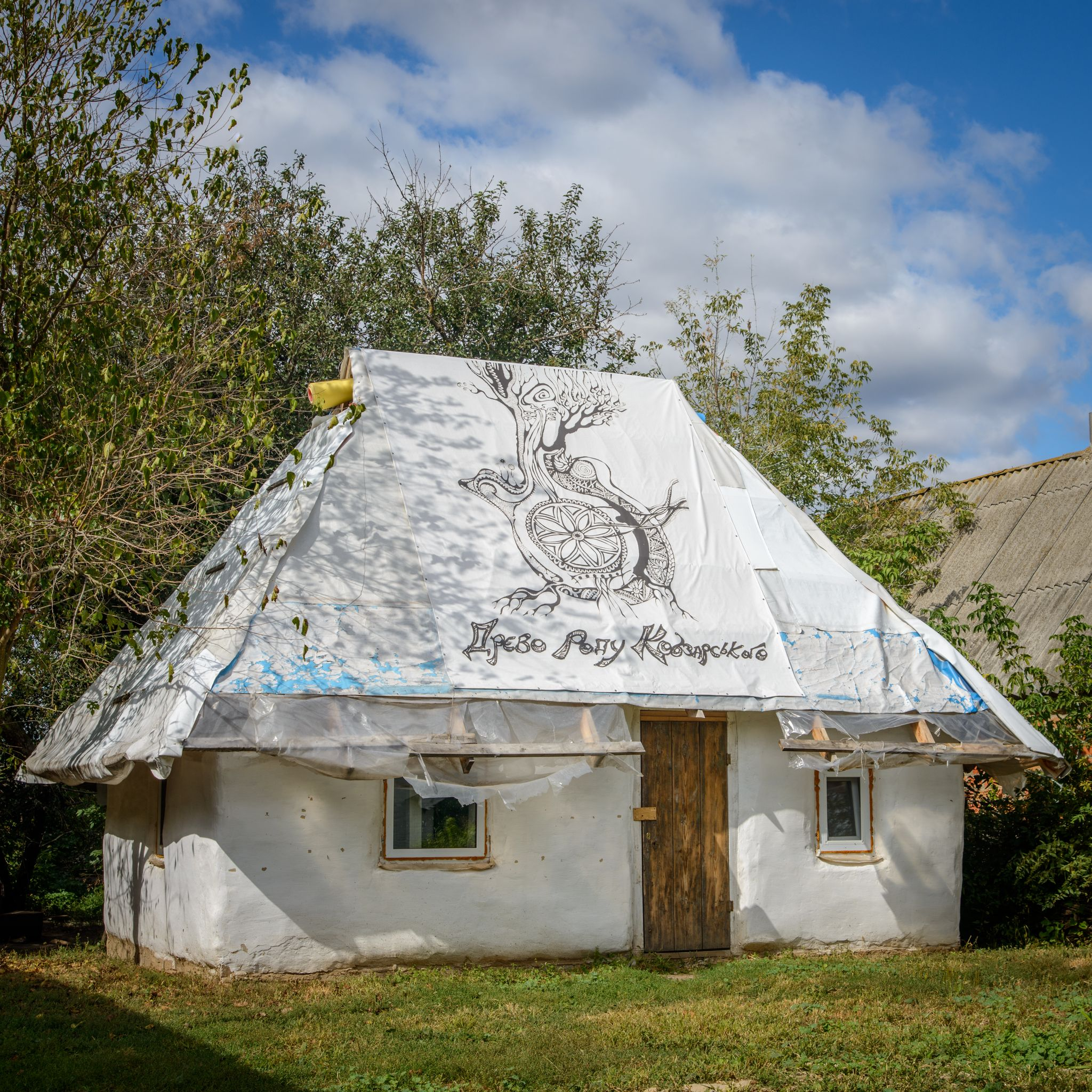
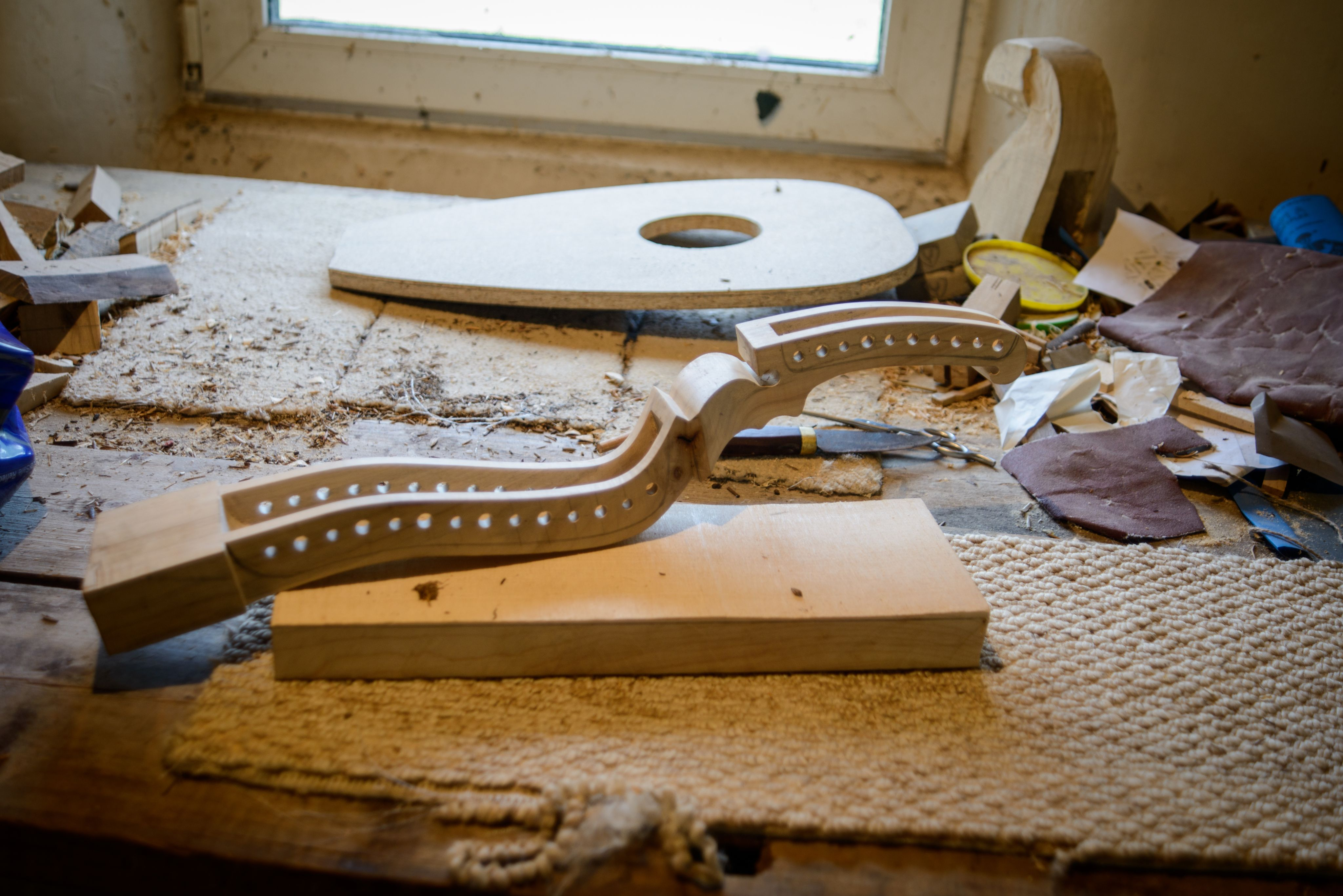
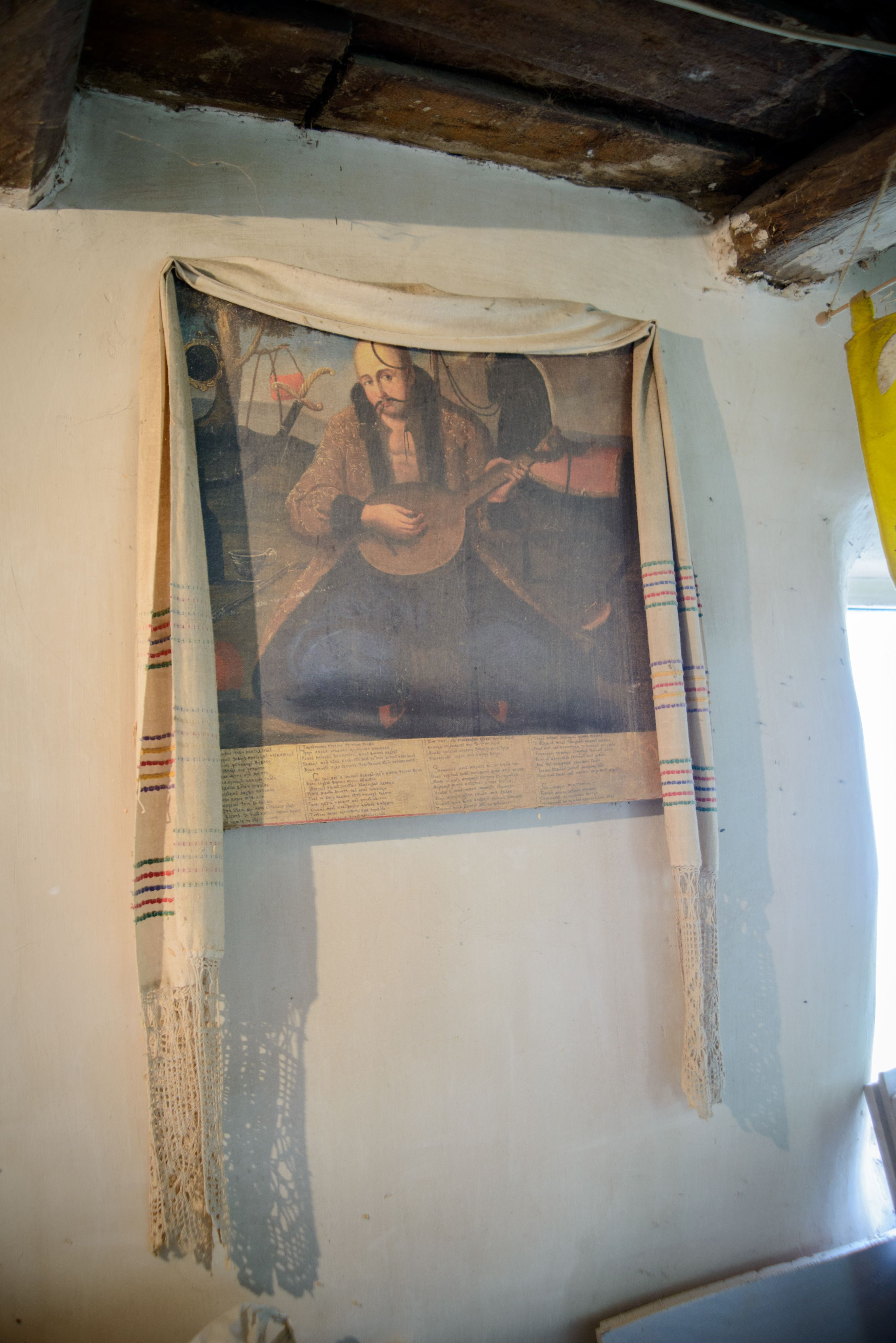
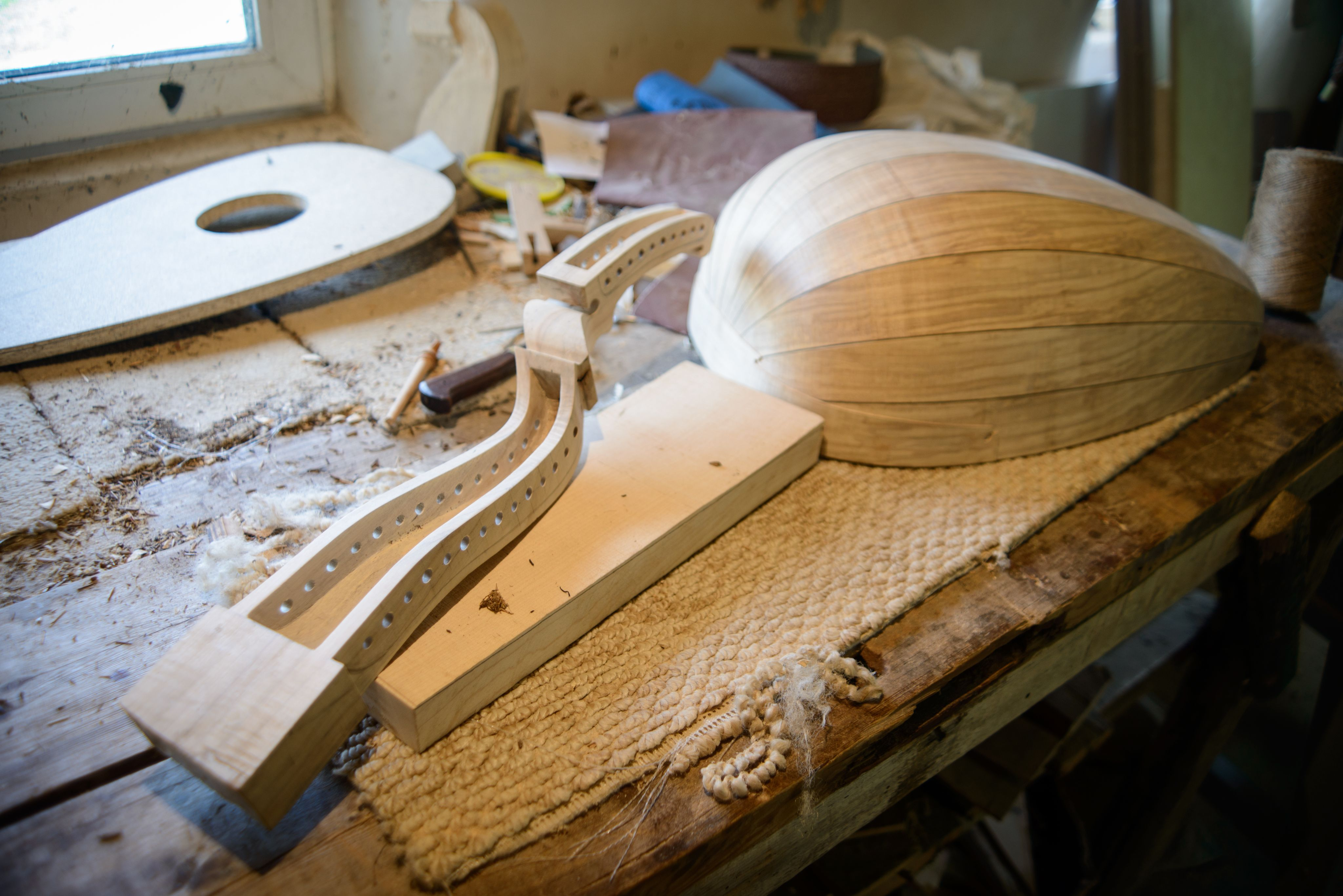
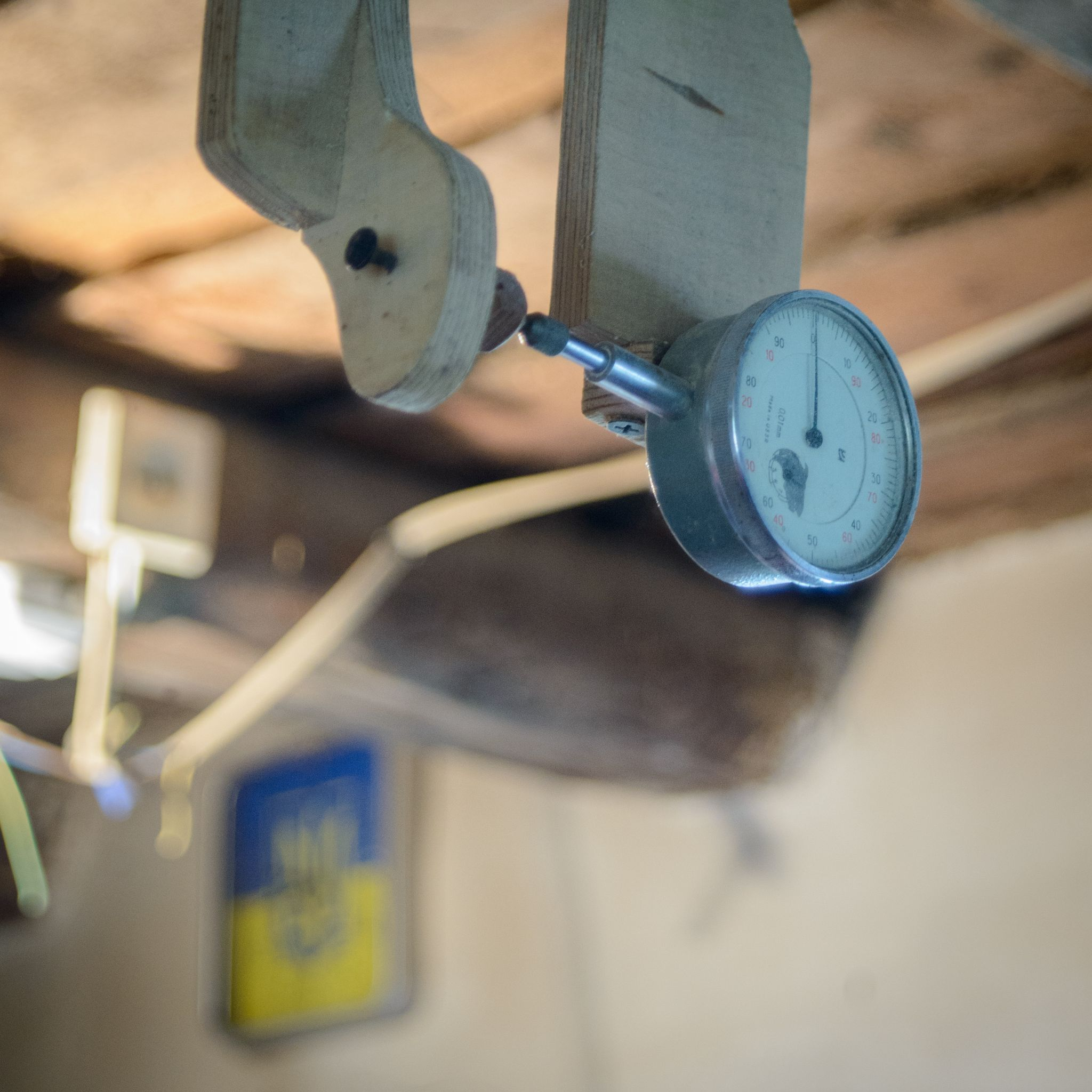
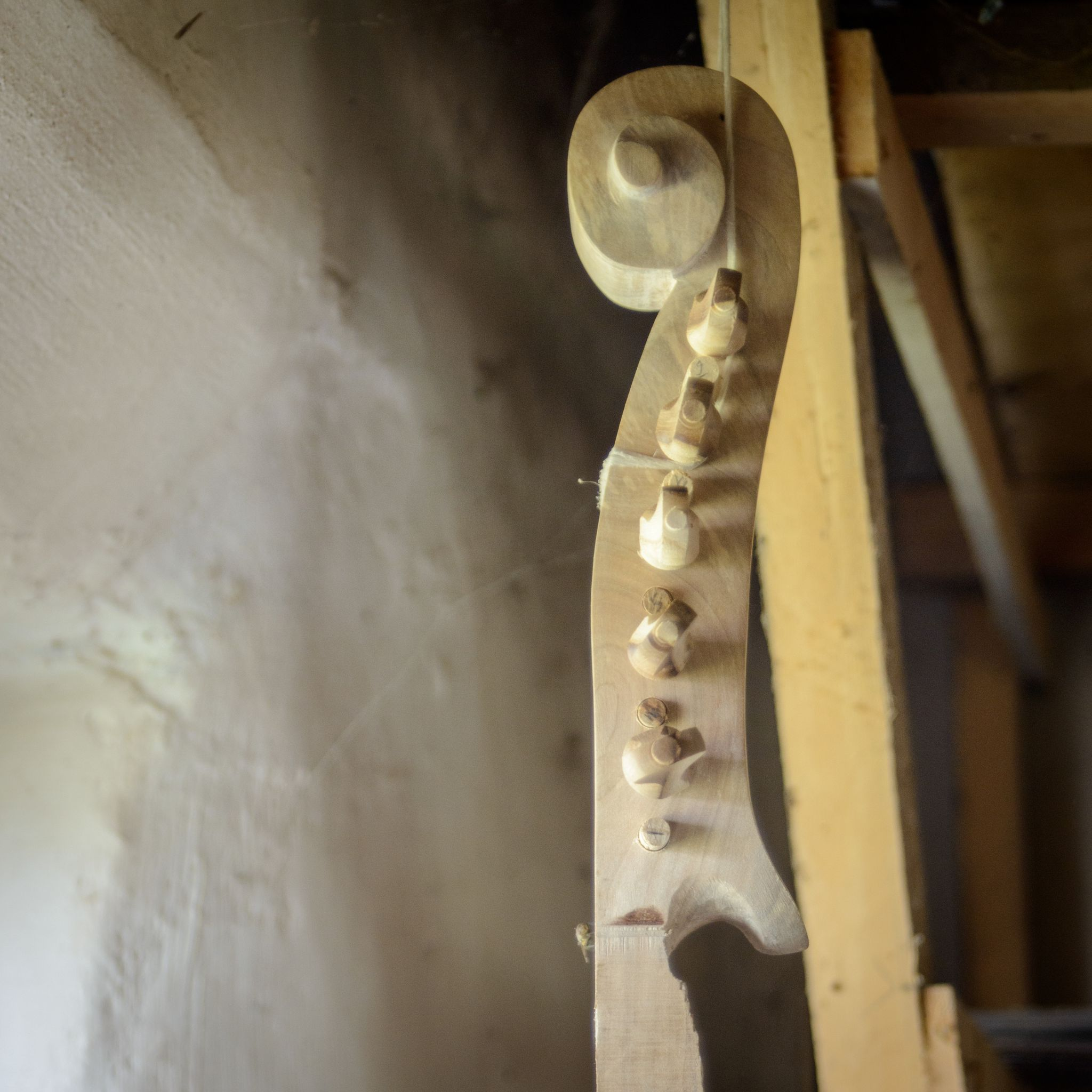
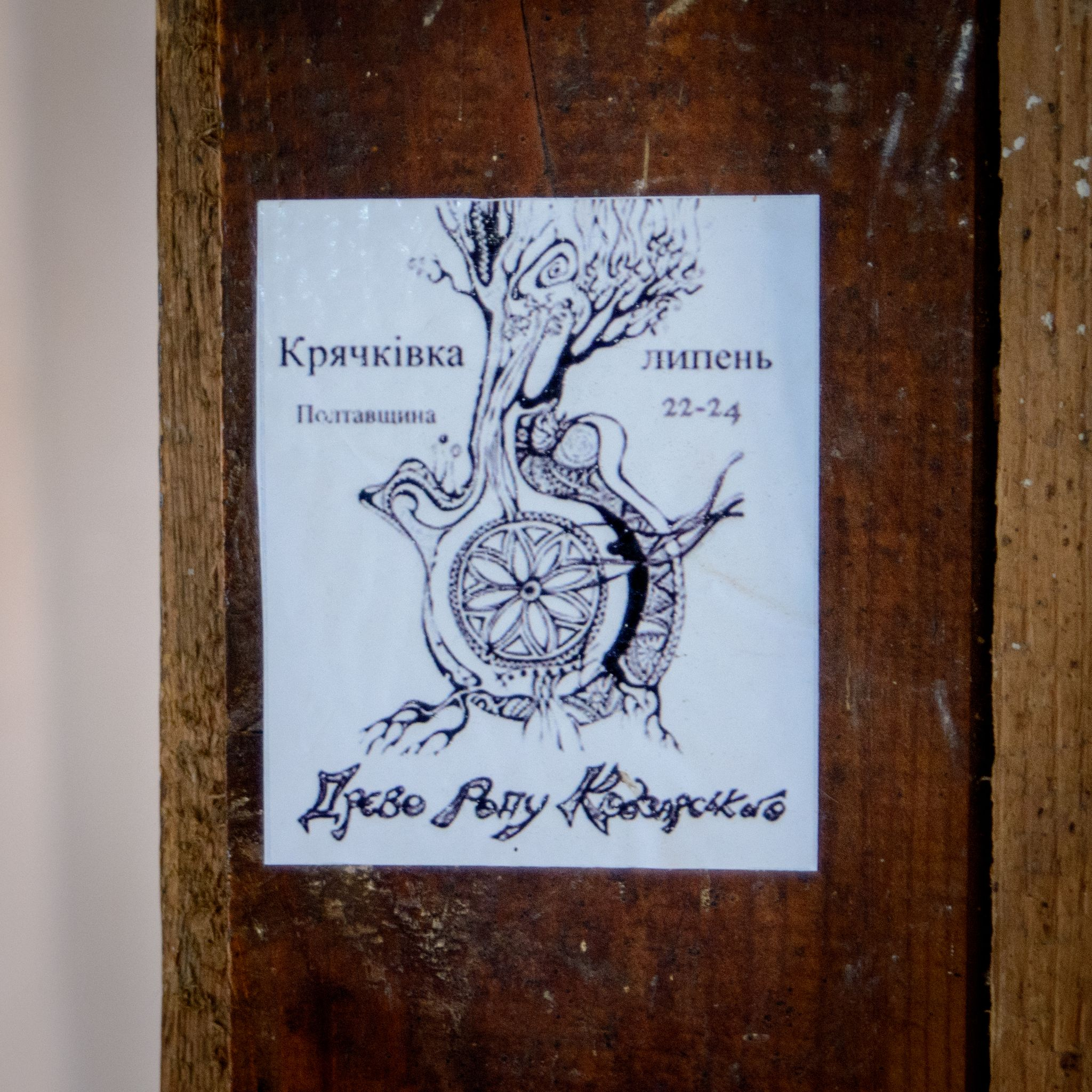
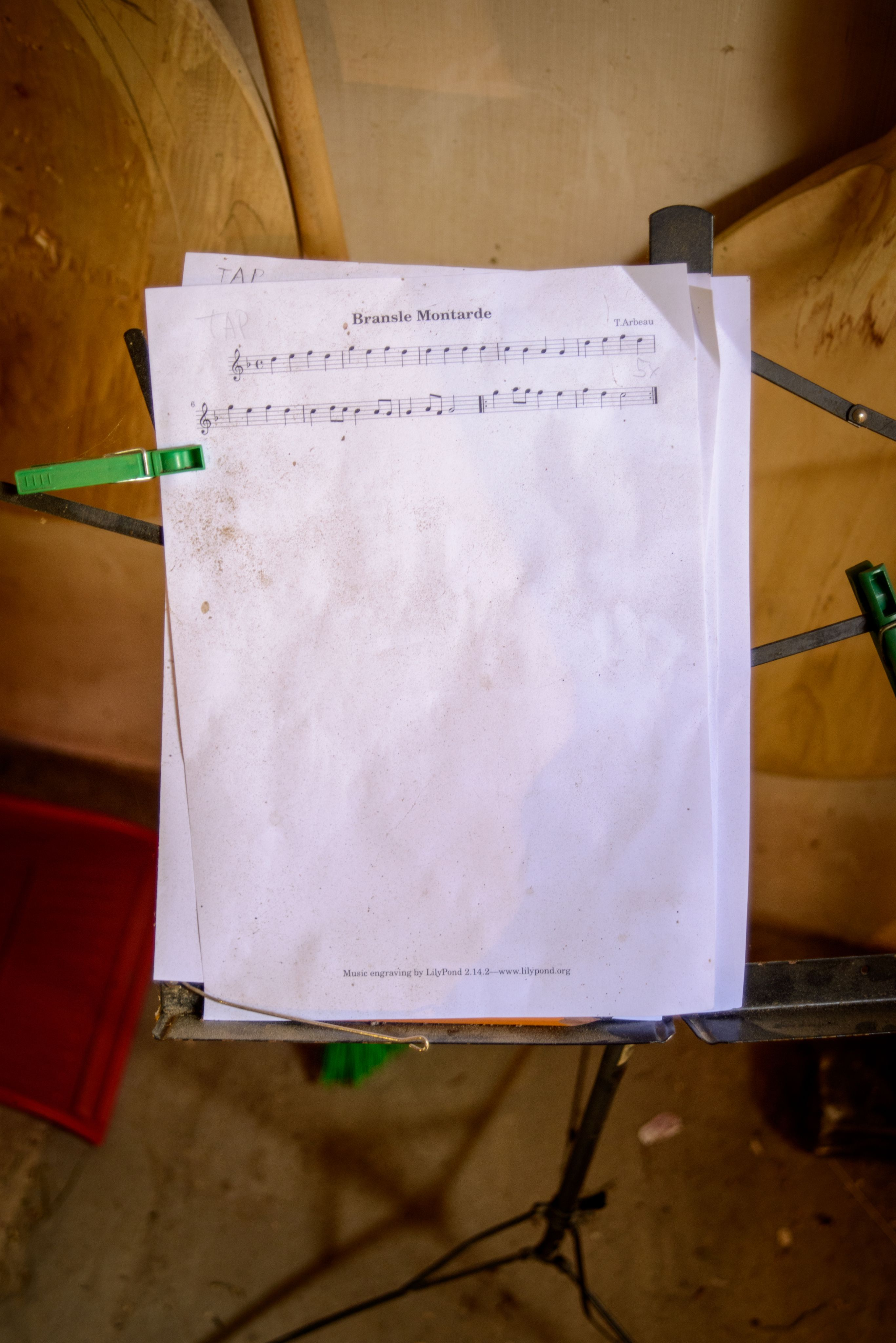
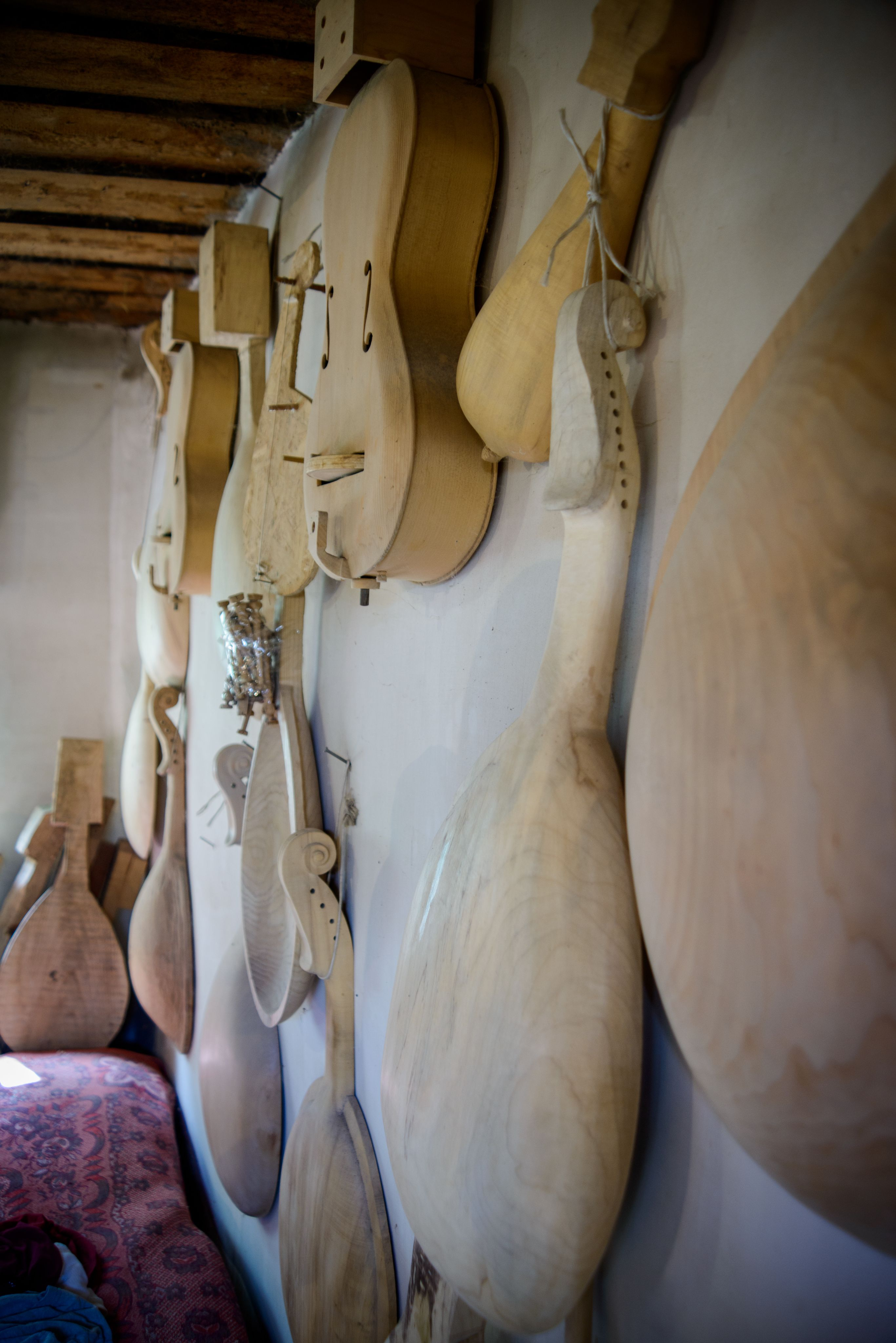
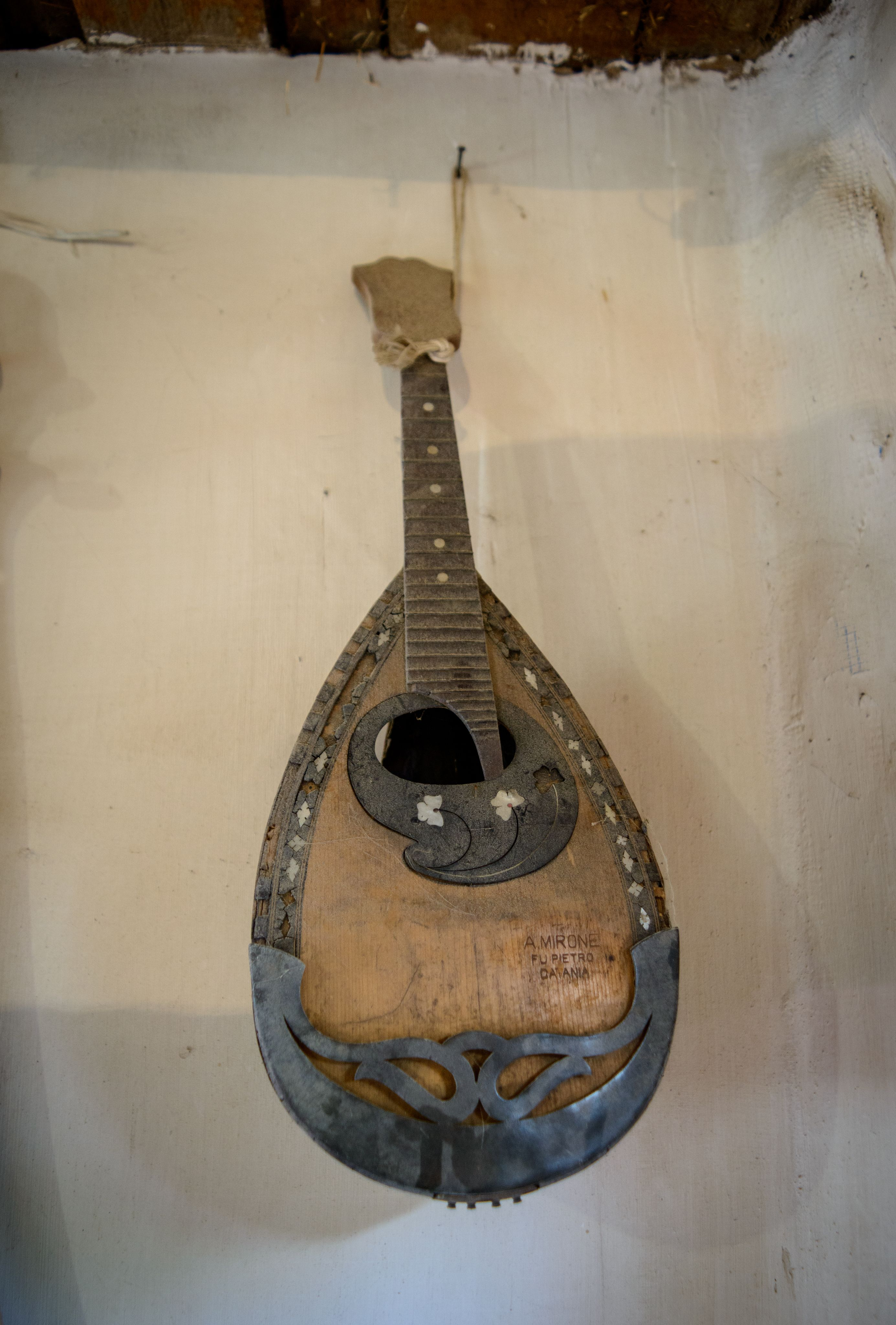
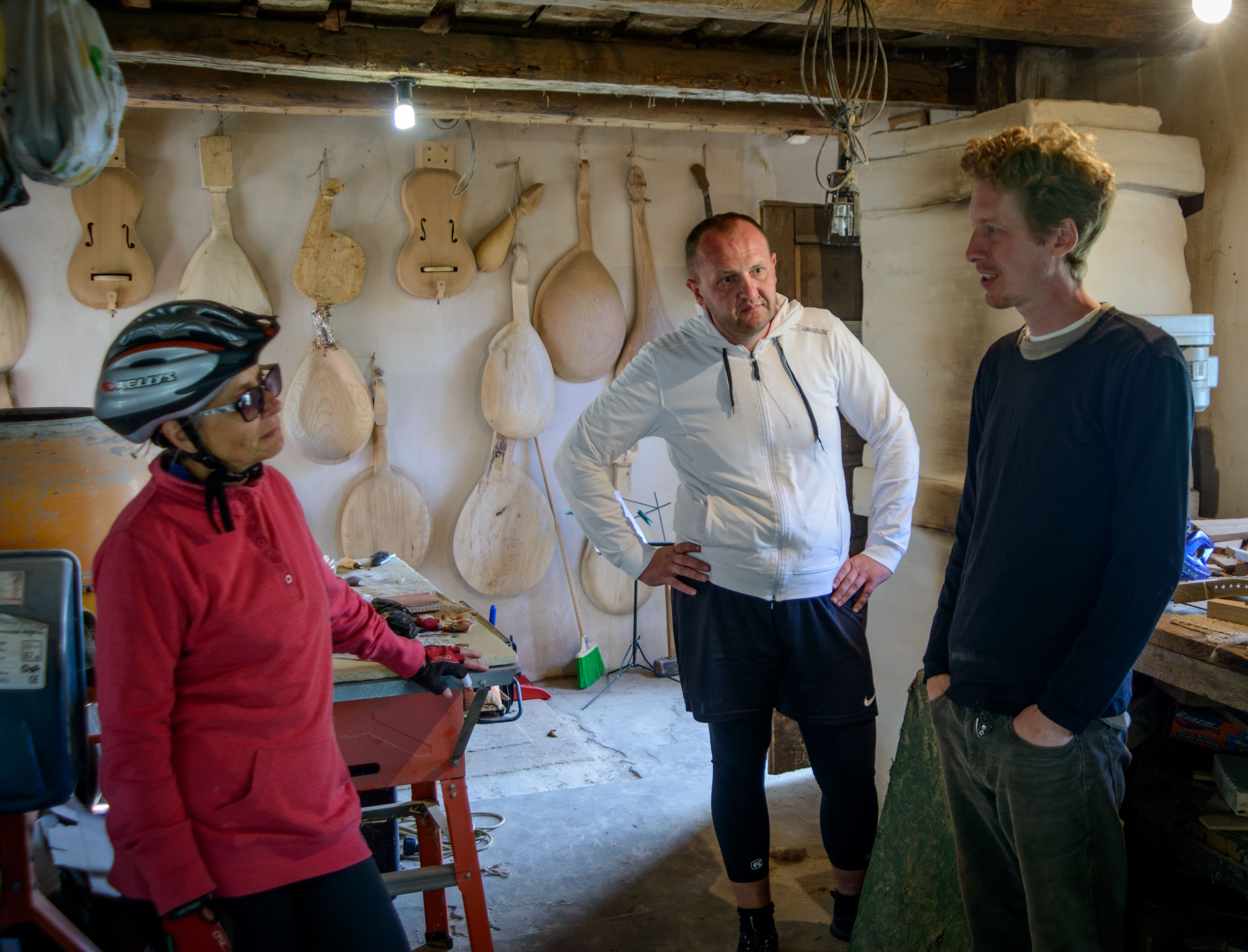